# Црна тетра
Црна тетра (Gymnocorymbus ternetzi) која се још назива и тетра удовица или само удовица, је риба која се често гаји у акваријуму, а потиче из Јужне Америке (Колумбија, Бразил, Парагвај).

## Особине
Женка достиже дужину од 5cm, док је мужјак нешто мањи. Тело јој је бочно спљоштено, а има грудно, трбушно, леђно, репно и подрепно пераје, од којих је ово последње веома изражено, пружа се од репа до половине тела. Гледајући од врха главе до репа, све је тамнија, а има и две тамне уздужне пруге-једну одмах иза главе и другу по средини тела. Мужјак је тамнији, док је женка сребрнаста са пепељастим преливима. Са старењем постаје све блеђа, односно губи црни тон, чиме постаје мање атрактивна за акваристе.

## Гајење
Ово је мирољубива, мирна рибица и може да се гаји и у мањем акваријуму. Узима и живу и вештачку храну. Акваристима је пошло за руком да узгаје нову форму ове врсте са репом у облику плашта, која је и добила назив црна тетра плашторепка.

## Мрест
Полну зрелост стичу са две године. Мресни акваријум би требало да има капацитет од 50 литара са решетком за мрест. Без обзира да ли се мрешћење одвија појединачно или групно, однос полова је 1:1. Вода за мрест мора да има следеће услове: 24 °C; . Инкубација траје од 20-24 часа. Исхрана млађи: ларве рачића или Cyclops nauplii. Редовно мрешћење риба утиче да женке постану плодније. Иако ова врста не једе често своју икру, после мреста треба издвојити родитеље, а ниво воде смањити, што омогућава боље праћење млађи. Млађ расте веома брзо и тамне је боје.